# Souleymane Sawadogo
Souleymane Sawadogo (Kadiogo, 1º novembre 1995) è un calciatore burkinabé, centrocampista del Saran.